# 施維姆巴赫河 (艾特拉赫河支流)
48°45′57″N 12°30′21″E / 48.76570°N 12.50581°E
施維姆巴赫河是德國的河流，位於該國東南部，由巴伐利亞負責管轄，屬於艾特拉赫河的左支流，河道全長5.6公里，流域面積7.7平方公里。